# شهرستان ایرانشهر
شهرستان ایرانشهر یکی از بزرگ‌ترین و مهم‌ترین شهرستان‌های استان سیستان و بلوچستان ایران است. مرکز این شهرستان، شهر ایرانشهر است.

## جمعیت
جمعیت این شهرستان بر طبق سرشماری سال ۱۳۹۵، برابر با ۱۹۳٬۷۵۷ نفر بوده است.

## جغرافیا
شهرستان ایرانشهر با مساحت ۱۶۶۴۸ کیلومتر مربع در مرکز استان سیستان و بلوچستان قرار گرفته و فاصله مرکز شهرستان تا مرکز استان ۳۲۱ کیلومتر است. این شهرستان از شمال به شهرستان‌های خاش و زاهدان، از جنوب شرقی به شهرستان سرباز، از جنوب غربی به شهرستان نیکشهر، از شرق به شهرستان مهرستان،از شمال غربی به شهرستان ریگان در استان کرمان و از غرب به شهرستان‌های بمپور و دلگان منتهی می‌شود.
سرچشمه رودخانه و منتهی به رودخانه‌های کاجو – باهو و رابیچ در این شهرستان واقع می‌باشد.
آب این شهرستان از طریق ۱۰۴۲ حلقه چاه ۱۳ رشته قنات ---رشته چشمه با میزان آبدهی ۵/۹۵ میلیون متر مکعب و رودخانه‌های کاجو با میزان آبدهی ۵۰۰ میلیون متر مکعب به‌طور متوسط سالانه تأمین می‌شود.
شهرستان ایرانشهر دارای اقلیم بیابانی گرم و خشک می‌باشد. میانگین بارش سالانه در این شهرستان ۵/۱۰۵ میلی‌متر و متوسط دمای آن در سال ۸۲ از ۲/۴۷ الی ۲/۲- درجه سانتی گراد در تغییر است.

## تقسیمات کشوری
شهرستان ایرانشهر دارای ۳ بخش،۶ دهستان و ۲ شهر به شرح زیر است:

### شهرستان ایرانشهر
| بخش   | مرکز بخش | جمعیت بخش ۱۳۹۵ | نام دهستان | مرکز دهستان   | جمعیت دهستان ۱۳۹۵ | شهر              | جمعیت شهر ۱۳۹۵   |
| ----- | -------- | -------------- | ---------- | ------------- | ----------------- | ---------------- | ---------------- |
| مرکزی | ایرانشهر | ۱۷۰٬۵۳۶ نفر    | حومه       | شهردراز       | ۴۶٬۱۶۲ نفر        | ایرانشهر         | ۱۱۳٬۷۵۰ نفر      |
| مرکزی | ایرانشهر | ۱۷۰٬۵۳۶ نفر    | ابتر       | ابتر          | ۱۰٬۶۲۴ نفر        | ایرانشهر         | ۱۱۳٬۷۵۰ نفر      |
| بزمان | بزمان    | ۱۱٬۸۲۷ نفر     | بزمان      | گیمان         | ۵٬۰۱۴ نفر         | بزمان            | ۵٬۱۹۲ نفر        |
| بزمان | بزمان    | ۱۱٬۸۲۷ نفر     | آب رئیس    | مسجد ابوالفضل | ۱٬۶۲۱ نفر         | بزمان            | ۵٬۱۹۲ نفر        |
| دامن  | زهلنفان  | ۱۱٬۳۹۲ نفر     | آبادان     | آبادان        | ۶٬۰۲۶ نفر         | **************** | **************** |
| دامن  | زهلنفان  | ۱۱٬۳۹۲ نفر     | دامن       | کوران سفلی    | ۵٬۳۶۶ نفر         | **************** | **************** |

## کشاورزی و منابع طبیعی
در سال زراعی ۸۳–۱۳۸۲ سطح زیر کشت محصولات زراعی و باغی شهرستان ایرانشهر بالغ بر ۳۸۰۸۴ هکتار بود که ۷/۲۳ درصد از سطح کشت زیر کشت استان را تشکیل می‌داد. از این مقدار ۲۵ درصد به کشت باغات و۷۵ درصد به زراعت‌های سالانه اختصاص دارد. محصولات عمده زراعی شهرستان غلات می‌باشد. طی همان سال، ۱۵ واحد صنعتی پرورش و نگهداری دام و طیور در سطح شهرستان فعال بوده است. همچنین میزان تولید شیر، گوشت قرمز، گوشت مرغ و عسل به ترتیب ۵/۱۵، ۱/۳، ۶/۰و۰۰۲/۰ هزار تن بوده است. لازم است ذکر شود این شهرستان دارای ۴۴ واحد پرورش ماهی با تولید ۱۳۲هزار تن می‌باشد.

## صنعت و معدن
تعداد صنایع موجود شهرستان ایرانشهر ۷۶ واحد می‌باشد که تعداد – واحد آن در نقاط روستایی و تعداد – واحد بقیه در نقاط شهری مستقر می‌باشند. در سال ۱۳۸۲ تعداد ۲ کارگاه فعال مسئولیت استخراج معادن را به عهده داشته که عمده‌ترین معادن موجود در سطح این شهرستان عبارت‌اند از: آهک – مرمر – منگنز – تالک – (صادره در سال ۸۳) سهم شهرستان از کارگاه‌های معدنی فعال استان ۳/۱۳ درصد می‌باشد. همچنین نیروگاه سیکل ترکیبی ایرانشهر از منابع تأمین انرژی در این شهرستان است.

## ادارات کل
در شهرستان چابهار ۴ اداره کل مدیریت ادارت مربوطه در جنوب استان را برعهده دارند شامل اداره کل راه و شهرسازی جنوب استان سیستان و بلوچستان ، اداره کل راهداری و حمل و نقل جاده‌ای جنوب ، فرماندهی انتظامی جنوب استان  و دانشکده علوم پزشکی ایرانشهر حضور دارند.